# ジークホールディングス
株式会社ジークホールディングス（英: Xyec Holdings Co., Ltd.）は、かつて存在した日本の持株会社。製造業関連のアウトソーシング企業を傘下に持っていた。

## 沿革
- 2005年（平成17年）9月 - UFDホールディングス株式会社設立。
- 2006年（平成18年）12月 - UFDホールディングス株式会社が、株式会社ジークホールディングス及び株式会社コーワメックスを吸収合併。同時に商号を株式会社ジークホールディングスに変更。
- 2009年（平成21年）3月2日 - 株式会社オーエー・システム・プラザより株式会社ディーアンドアール・インテグレイツの全株式を譲受。
- 2012年（平成24年）1月 - 株式会社豆蔵ホールディングスが株式を取得し、同社の持分法適用関連会社となる。
- 2013年（平成25年）9月18日 - シンガポール証券取引所のカタリストに上場。
- 2015年（平成27年）3月27日 - 株式会社豆蔵ホールディングスが株式公開買付けを実施。同社の連結子会社となる[1]。
- 2016年（平成28年）1月 - 子会社のテクノライクス株式会社の全保有株式を売却。
- 2016年（平成28年）7月1日 - 株式会社豆蔵ホールディングスにより吸収合併され解散[2]。

## 商号の由来
Xyec（ジーク）の由来は、下記文字を結合した造語である。
- Xは、第一の未知数として企業が集まる未知の可能性
- yは、第二の未知数であり新しい人の交流が生み出す未知の可能性を表し、新しい会社の未知なる可能性と新しいことへの挑戦
- ecは、Exciting Companyの略

## 関連企業
- ニュートラル株式会社
- 株式会社エヌティ・ソリューションズ
- 株式会社コーワメックス
- シアルシステム株式会社